# Asijské zimní hry 2011
Asijské zimní hry 2011 byly sedmé v pořadí a uskutečnily se od 30. ledna do 6. února 2011 v Astaně a v Almaty v Kazachstánu. Soutěže v jednotlivých sportech byly do obou pořadatelských měst rozděleny následovně:
- Astana — zahajovací ceremoniál, krasobruslení, lední hokej (muži), rychlobruslení, short track
- Almaty — závěrečný ceremoniál, akrobatické lyžování, alpské lyžování, bandy, běh na lyžích, biatlon, lední hokej (ženy), lyžařský orientační běh, skoky na lyžích.

## Sporty
Sportovci soutěžili v 69 disciplínách jedenácti sportů.
| Sport                   | Disciplíny |
| ----------------------- | ---------- |
| Akrobatické lyžování    | 6          |
| Alpské lyžování         | 6          |
| Běh na lyžích           | 12         |
| Biatlon                 | 7          |
| Bandy                   | 1          |
| Krasobruslení           | 4          |
| Lední hokej             | 2          |
| Lyžařský orientační běh | 8          |
| Rychlobruslení          | 12         |
| Short track             | 8          |
| Skoky na lyžích         | 3          |

## Země a medaile
Her se zúčastnilo 843 sportovců z 26 zemí. Poprvé se zúčastnily Bahrajn, Katar a Singapur a naopak oproti minulým hrám chyběly Macao a Pákistán.
| Země                    | Sportovci | Zlato | Stříbro | Bronz | Medaile |
| ----------------------- | --------- | ----- | ------- | ----- | ------- |
| Afghánistán             | 1         | 0     | 0       | 0     | 0       |
| Bahrajn                 | 17        | 0     | 0       | 0     | 0       |
| Čína                    | 134       | 11    | 10      | 14    | 35      |
| Filipíny                | 3         | 0     | 0       | 0     | 0       |
| Hongkong                | 3         | 0     | 0       | 0     | 0       |
| Indie                   | 11        | 0     | 0       | 0     | 0       |
| Írán                    | 10        | 0     | 1       | 2     | 3       |
| Japonsko                | 102       | 13    | 24      | 17    | 54      |
| Jižní Korea             | 108       | 13    | 12      | 13    | 38      |
| Jordánsko               | 2         | 0     | 0       | 0     | 0       |
| Katar                   | 4         | 0     | 0       | 0     | 0       |
| Kazachstán              | 169       | 32    | 21      | 17    | 70      |
| Kuvajt                  | 21        | 0     | 0       | 0     | 0       |
| Kyrgyzstán              | 53        | 0     | 0       | 1     | 1       |
| Libanon                 | 2         | 0     | 0       | 0     | 0       |
| Malajsie                | 22        | 0     | 0       | 0     | 0       |
| Mongolsko               | 52        | 0     | 1       | 4     | 5       |
| Nepál                   | 1         | 0     | 0       | 0     | 0       |
| Palestina               | 2         | 0     | 0       | 0     | 0       |
| Severní Korea           | 32        | 0     | 0       | 1     | 1       |
| Singapur                | 1         | 0     | 0       | 0     | 0       |
| Spojené arabské emiráty | 25        | 0     | 0       | 0     | 0       |
| Tádžikistán             | 2         | 0     | 0       | 0     | 0       |
| Thajsko                 | 25        | 0     | 0       | 0     | 0       |
| Čínská Tchaj-pej        | 32        | 0     | 0       | 0     | 0       |
| Uzbekistán              | 8         | 0     | 0       | 0     | 0       |